# Liste der Baudenkmale in Messingen
In der Liste der Baudenkmale in Messingen sind alle Baudenkmale der niedersächsischen Gemeinde Messingen aufgelistet. Die Quelle der Baudenkmale ist der Denkmalatlas Niedersachsen. Der Stand der Liste ist der 16. Dezember 2020.

## Allgemein
In den Spalten befinden sich folgende Informationen:
- Lage: die Adresse des Baudenkmales und die geographischen Koordinaten. Kartenansicht, um Koordinaten zu setzen. In der Kartenansicht sind Baudenkmale ohne Koordinaten mit einem roten Marker dargestellt und können in der Karte gesetzt werden. Baudenkmale ohne Bild sind mit einem blauen Marker gekennzeichnet, Baudenkmale mit Bild mit einem grünen Marker.
- Bezeichnung: Bezeichnung des Baudenkmales
- Beschreibung: die Beschreibung des Baudenkmales. Unter § 3 Abs. 2 NDSchG werden Einzeldenkmale und unter § 3 Abs. 3 NDSchG Gruppen baulicher Anlagen und deren Bestandteile ausgewiesen.
- ID: die Objekt-ID des Baudenkmales
- Bild: ein Bild des Baudenkmales, ggf. zusätzlich mit einem Link zu weiteren Fotos des Baudenkmals im Medienarchiv Wikimedia Commons. Wenn man auf das Kamerasymbol klickt, können Fotos zu Baudenkmalen aus dieser Liste hochgeladen werden:

## Messingen

### Gruppe: Kirche St. Antonius Abbas
Die Gruppe „Kirche St. Antonius Abbas“ hat die ID 35899062.

| Lage                                       | Bezeichnung    | Beschreibung       | ID       | Bild           |
| ------------------------------------------ | -------------- | ------------------ | -------- | -------------- |
| Frerener Straße 52° 28′ 2″ N, 7° 27′ 42″ O | Kirche         | St. Antonius Abbas | 35931051 | Weitere Bilder |
| Frerener Straße 52° 28′ 2″ N, 7° 27′ 44″ O | Kirchhof       |                    | 35931083 |                |
| Frerener Straße 52° 28′ 1″ N, 7° 27′ 43″ O | Kriegerdenkmal |                    | 35931109 |                |

### Einzelbaudenkmale
| Lage                                           | Bezeichnung              | Beschreibung    | ID       | Bild     |
| ---------------------------------------------- | ------------------------ | --------------- | -------- | -------- |
| Frerener Straße 11 52° 27′ 55″ N, 7° 27′ 20″ O | Wohnhaus                 |                 | 35931164 | BW       |
| Frerener Straße 3 52° 27′ 53″ N, 7° 27′ 14″ O  | Wohn-/Wirtschaftsgebäude |                 | 35931136 | BW       |
| Frerener Straße 3 52° 27′ 53″ N, 7° 27′ 14″ O  | Anbau                    |                 | 35931643 | BW       |
| Deelenweg 52° 27′ 45″ N, 7° 26′ 13″ O          | Wegekapelle              |                 | 35931259 | BW       |
| Deelenweg 52° 27′ 45″ N, 7° 26′ 13″ O          | Baumbestand              |                 | 35931601 | BW       |
| Hellweg 4 52° 26′ 52″ N, 7° 25′ 54″ O          | Wohnhaus                 |                 | 35931286 | BW       |
| Hellweg 4 52° 26′ 52″ N, 7° 25′ 55″ O          | Wirtschaftsgebäude       |                 | 35931491 | BW       |
| Auf der Haar 2 52° 28′ 18″ N, 7° 28′ 53″ O     | Wohn-/Wirtschaftsgebäude | Hof Rafflenbeul | 35931421 | BW       |
| Auf der Haar 2 52° 28′ 18″ N, 7° 28′ 51″ O     | Beischeune               | Hof Rafflenbeul | 35931575 | BW       |
| Bruchstraße 52° 28′ 2″ N, 7° 28′ 55″ O         | Wegekapelle              |                 | 35931315 | BW       |
| Bruchstraße 52° 28′ 2″ N, 7° 28′ 54″ O         | Kruzifix                 |                 | 35931549 | BW       |
| Bruchstraße 13 52° 27′ 57″ N, 7° 29′ 2″ O      | Wohn-/Wirtschaftsgebäude |                 | 35931189 | BW       |
| Bruchstraße 13 52° 27′ 58″ N, 7° 29′ 1″ O      | Schweinestallanbau       |                 | 35931519 | 35931667 |
| Thuiner Straße 25 52° 28′ 18″ N, 7° 27′ 40″ O  | Baumbestand              |                 | 35931667 | BW       |